# Francesco Brici
Francesco Brici (Santarcangelo di Romagna, 1870 – Rimini, 1950) è stato un pittore italiano.

## Biografia
Studiò alla Scuola d'Arte di Urbino, specializzandosi nel ritratto. Fu molto attivo negli anni venti e trenta a Rimini, quando si stava cercando di recuperare i danni del terremoto del 1916. 
A quel periodo risalgono varie opere, quali la pala d'altare nella Chiesa di San Gaudenzo e la decorazione dell'abside della Chiesa della Madonna della Scala, entrambe perdute duranti bombardamenti del 1943-44. L'affresco nella cappella del vecchio seminario, raffigurante Cristo e gli apostoli, si trova oggi nell'aula magna dell'ISSR Marvelli di Rimini
Agli anni venti risalgono inoltre le decorazioni della  Cappella della Vergine nella Chiesa di San Giovanni Battista, raffiguranti Il santo carmelitano Simone Stock che riceve lo scapolare dalla Vergine Maria, Santa Teresa d'Avila e Eliseo che osserva Elia che ascende al cielo. Brici dipinse anche una Gloria di San Giuliano sul soffitto della navata centrale della Chiesa di San Giuliano Martire.
Nel Santuario della Beata Vergine della Misericordia S. Chiara a Rimini ci sono 4 affreschi molto grandi nei muri laterali della Chiesa.
Inoltre ci sono affreschi nella Chiesina di Camerano di Poggio Torriana e molte opere sono custodite al Museo Renzi di s. Giovanni in Galilea.
Nel 1926 lavorò alla Cappella dei Caduti nel Tempio Malatestiano.
Durante questo periodo si trovò a rivaleggiare con un altro pittore, Gino Ravaioli. Entrambi erano più pittori che decoratori, e furono più tardi messi in ombra dal decoratore sordomuto Fortunato Teodorani.
Dedito soprattutto a ritratti e a opere di tema sacro, Brici raccolse l'eredità del riminese Guglielmo Bilancioni. Al pari del coevo Mariano Mancini, pittore del quale il Brici firmò un ritratto oggi conservato al Museo della città di Rimini, rimase estraneo alla scena artistica locale.
Eseguì opere a tema sacro anche a Roma e Bologna. In seguito proseguì all'estero l'attività di ritrattista.
Nel 1949, ormai quasi ottantenne, torna a Rimini per sistemare alcuni suoi dipinti a tempera nella Chiesa di Santa Rita, eseguiti nei restauri seguiti al terremoto del 1916

## Opere
- Ritratto di Mariano Mancini (1898), Museo della città di Rimini[11][12]
- Vecchia col lume (1899), Museo della città di Rimini[12]
- Ritratto del dott. Bartolini, Museo della città di Rimini[12]
- I sette medici riminesi o Medici riminesi (1901), Museo della città di Rimini[13][12]
- Autoritratto (1933), Museo della città di Rimini[12]
- La gloria di San Giuliano, soffitto della Chiesa di San Giuliano Martire, Rimini[7]
- Cappella della Vergine (anni venti), Chiesa di San Giovanni Battista, Rimini[6]
- Cappella Savioli, Cimitero di Rimini[8]
- Ritratto di don Francesco Renzi[14]
- Cristo e gli apostoli, aula magna ISSR Marvelli già cappella del vecchio seminario di Rimini[5]

### Perdute
- Pala di San Gaudenzo (1918), pala d'altare della Chiesa di San Gaudenzo, Rimini[3]
- Sogno di Giacobbe, abside della Chiesa della Madonna della Scala, Rimini[4]